# Casa a la plaça Francesc Macià, 1 (el Vendrell)
La Casa a la plaça Francesc Macià, 1 és una obra del municipi del Vendrell inclosa en l'Inventari del Patrimoni Arquitectònic de Catalunya.

## Descripció
El material emprat per la construcció de l'edifici és la pedra. La casa és composta per quatre plantes o pisos. Els baixos, més modificats i ocupats per diverses botigues, tenen unes mènsules que sostenen un balcó que recorre tota la façana de l'edifici. El primer pis té, en el mateix xamfrà, una tribuna de pedra amb columnes estriades i capitells dòrics, als laterals, i la tribuna es converteixen en un balcó de ferro forjat. El segon pis té unes mènsules que sostenen uns balcons de ferro forjat., els quals són rematats per una motllura en dues vessants i per relleus de motius vegetals. També hi podem observar unes pilastres adossades amb funció decorativista, els quals són rematats per pinacles en forma de bola. Amb posterioritat es construí un últim pis que, pertanyent a les golfes, no desvirtuen l'harmonia de la façana. En aquest s'hi obren finestres rectangulars entre els susdits pinacles.

## Història
Es desconeix la seva data d'origen, però deu ser de finals del s. XIX principis del xx. La seva propietària, Josefa Barta i Marqués, va morir sense descendència i va vendre la casa als diferents inquilins que hi habitaven.